# Asplenium laserpitiifolium
Asplenium laserpitiifolium är en svartbräkenväxtart som beskrevs av Jean-Baptiste Lamarck. Asplenium laserpitiifolium ingår i släktet Asplenium och familjen Aspleniaceae. Inga underarter finns listade.